# Celestus bivittatus
Celestus bivittatus är en ödleart som beskrevs av  George Albert Boulenger 1895. Celestus bivittatus ingår i släktet Celestus och familjen kopparödlor. Inga underarter finns listade i Catalogue of Life.